# Stine Johansen
Stine Johansen (ur. 23 listopada 1969) – norweska zapaśniczka walcząca w stylu wolnym. Brązowa medalistka mistrzostw świata w 1987 roku.
Mistrzyni Norwegii w 1988; druga w 1987 roku.